# پایلیتاس
پایلیتاس (انگلیسی: Pailitas) نام شهری در کشور کلمبیا است.